# Paul Gémon
Paul Gémon, né le 23 février 1901 à Pérignac et disparu en vol en Méditerranée le 21 juin 1940, Mort pour la France, est un polytechnicien, journaliste et patron de presse français.

## Biographie

### Enfance
Fils d'Emile Barthélémy Gémon (1867-1926), pharmacien à Bordeaux, et de Mathilde Gabrielle Beineix (1874-1913), Paul Gémon passe une enfance heureuse en famille entre Pérignac (ses grands parents paternels), Cognac (ses grands-parents maternels) et Bordeaux où son père a repris la pharmacie de la place Gambetta.
Après la mort brutale de sa mère le 6 janvier 1913, il reste à Bordeaux avec son frère Emile auprès de leur père, alors que ses sœurs Anne-Marie et Madeleine vont être élevées par leurs tantes à Cognac.

### Formation
Paul Gémon est élève de l'École polytechnique (X1920N, sorti 110e en 1922 sur 205 élèves) avant de poursuivre ses études à l'École nationale des eaux et forêts d'où il sortira en 1924 avec le titre de Garde général des Eaux et Forêts. Il est enfin également Docteur en Droit.

### Carrière
Paul Gémon est recruté en 1924 par Jean Prouvost et devient secrétaire général de Paris-Midi qui vient d'être racheté par l'industriel du nord. En 1930, il propose à Prouvost de faire l'acquisition de Paris-Soir et en devient administrateur général et « véritable patron en second ».
Aux côtés de Jean Prouvost, il participe activement en janvier 1936 à la création de la Compagnie Moderne de Radiodiffusion qui va racheter Radio Midi pour en faire la toute nouvelle Radio 37 qu'il dirige jusqu'en 1938.
En 1936, il est l'auteur d'une thèse remarquée sur le thème de L'interdépendance du problème papetier et du problème forestier (publiée la même année sous le titre La forêt, le papier, le journal avec une préface du Professeur Albert Aftalion). Egalement journaliste, il écrit régulièrement des articles dans Paris-Soir.
Il était membre du Comité de direction du Syndicat de la Presse Parisienne.
Pendant dix années, de 1930 à sa mort, il fut selon de nombreux témoignages une personnalité marquante de la presse parisienne.

### Disparition
Pilote civil chevronné, il est mobilisé dès 1939 dans l'aviation militaire avec le grade de capitaine. Parmi de nombreuses missions de bombardements de nuit qui lui valent une citation à l'ordre de l'Aviation de bombardement en date du 5 juillet 1940, il participe à l'attaque de plusieurs ponts de franchissement sur la Somme le 7 juin 1940 et son avion est touché par la DCA adverse mais parvient à rejoindre sa base.
Parti en mission depuis Lezignan pour rejoindre Oran à bord d'un avion Amiot 351 bimoteur, son avion est porté disparu au-dessus de la Méditerranée et son corps ne sera jamais retrouvé. Mort pour la France le 21 juin 1940

### Vie privée
Il épouse Cécile Herman le 23 décembre 1931 à la Mairie du 16e arrondissement de Paris. Ils n'auront pas d'enfants.

## Décorations
Chevalier de la Légion d'Honneur en 1933.
Croix de guerre 1939-1945 à titre posthume.

## Publications
- La forêt, le papier, le journal, Paris, Messageries Hachette, 1936
- Les techniques au service de la presse, Conférence organisée par la Société des Anciens Elèves et Elèves de l'École libre des Sciences politiques, avec également Étienne de Nalèche, Paul Valéry, Marcel Prévost, Sébastien Charléty, Philippe de Rothschild, Pierre Mortier, Guillaume de Tarde, Paris, Félix Alcan, 1938
- Si nous voulons former des pilotes développons le vol à voile, Paris-Midi, 18 décembre 1938